# Jeong Gyeong-mi
Jeong Gyeong-Mi (26 de julho de 1985) é uma judoca sul-coreana.
Foi medalhista olímpica, obtendo um bronze em Judô nos Jogos Olímpicos de Verão de 2008, Pequim.